# Placochelys
Placochelys és un gènere representat per una única espècie de sauròpsid placodont pertanyent a la família Placochelyidae, que va viure en el Triàsic mitjà i el Triàsic superior, en el que avui és Alemanya. Els fòssils de Placochelys es remunten al període Triàsic (interval d'edat: fa 221,5 a 205,6 milions d'anys). S'han trobat a Alemanya, Àustria, Hongria i Itàlia.
Placochelys era notablement semblant a una tortuga marina i va créixer fins a uns 90 centímetres de llarg. Tenia un closca plana semblant a una tortuga cobert de plaques ossudes i un crani triangular compacte. El seu crani amb bec tenia músculs potents. Tenia només dos parells de dents palatins, un parell posterior gran i un parell rostral petit. Les dents amples especialitzades al paladar, probablement s'utilitzaven per aixafar mariscs i preses de closca dura. Les seves extremitats tenien forma de paleta per nedar, tot i que, a diferència de les tortugues marines modernes, encara tenien els dits dels peus visibles, i també tenia una cua curta.